# Dick, Kerr Ladies

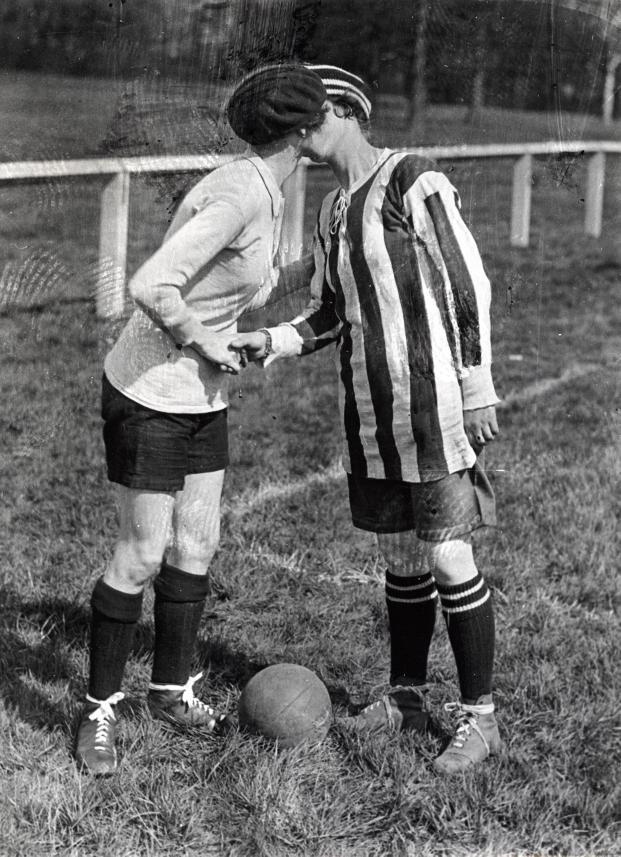
Begrüßung der Kapitäninnen bei einem Freundschaftsspiel gegen eine französische Mannschaft in Preston.

Die Dick, Kerr Ladies waren ein Frauenfußball-Team aus Preston (England). Die Mannschaft gehört zu den Pionieren des Frauenfußballs. 

## Geschichte
Die Dick, Kerr Ladies wurden als Werksmannschaft der Firma Dick, Kerr & Co. gegründet. Die Frauen, die später das Team bildeten, arbeiteten seit 1914 in der Firma, um Munition für die britischen Soldaten herzustellen. 
Zeitgenössischen Berichten zufolge kam es zu einem Spiel der Frauen gegen eine Auswahl der männlichen Belegschaft, welches die Frauen gewannen. In der Folgezeit bestritt die Mannschaft eine Vielzahl von Benefizspielen, um Geld für verletzte Soldaten zu sammeln. Zu diesen Spielen kamen oft Zehntausende Zuschauer. Ihre Auftritte brachten insgesamt 70.000 Britische Pfund (heute ca. 10 Millionen Britische Pfund) für wohltätige Zwecke ein. Nebenbei wurden in ganz Großbritannien weitere Frauenfußballmannschaften gegründet. 
Höhepunkt war ein Spiel am 26. Dezember 1920 in Goodison Park zu Liverpool. 53.000 Zuschauer sahen dieses Spiel und über 10.000 weitere Personen mussten nach Hause geschickt werden. Diese Zuschauerzahl wurde auf der Insel erst 2012 bei den Olympischen Spielen beim Spiel Großbritannien gegen Brasilien übertroffen, das im Londoner Wembley-Stadion 70.584 Zuschauer verfolgten.
Der Erfolg des Teams brachte die Football Association (FA) in Bedrängnis. 1922 verbot die FA die Austragung von Frauenfußballspielen auf den Plätzen ihrer Mitglieder. Die FA begründete diesen Entschluss damit, dass Frauen physisch nicht für den Fußballsport geeignet wären und ihre Fruchtbarkeit gefährden würden. In Wirklichkeit fürchtete die FA den Frauenfußball als ernsthafte Konkurrenz für den professionellen Männerfußball. 
Trotz des Verbots spielten die Dick, Kerr Ladies weitere Spiele auf Plätzen von Nicht-FA-Mitgliedern. Ende 1922 tourte die Mannschaft durch Kanada und die USA. Dort angekommen musste man feststellen, dass es dort keine Frauenfußballmannschaften gab, so dass das Team neun Partien gegen Männermannschaften austrug. Von diesen Spielen gewannen sie drei, verloren drei und spielten dreimal unentschieden.
Später benannte sich der Verein in Preston Ladies FC um. 1961 löste sich der Verein auf. Zehn Jahre später hob die FA das Frauenfußballverbot auf und führte nach und nach offizielle Wettbewerbe ein.

## Statistik
Die Dick, Kerr Ladies absolvierten 828 Spiele. Davon gewannen sie 758, spielten 46 Mal unentschieden und verloren 24 Spiele. 